# Барон, Артур
Артур Барон (нем. Arthur Baron; 15 мая 1874, Вена — 30 августа 1944) — австрийский архитектор.

## Биография
Артур Барон происходил из еврейской семьи, которая переехала в Вену из Венгрии незадолго до его рождения. После окончания средней школы он поступил в Венский технический университет, где учился у Карла Кёнига и Карла Майредера. Он завершил учебу с помощью так называемого строгого экзамена — ранней формы дипломного экзамена, в 1899 году и получил стипендию Геги, которая позволила ему провести длительный период за границей.
Затем Барон был ассистентом кафедры начертательной геометрии в техническом университете, с 1901 года работал внештатным архитектором. Он работал с Оскаром Нойманом до 1904 года. Его офис был очень загружен до Первой мировой войны, где он строил виллы, в частности жилые и коммерческие здания. После 1914 года следов его построек больше нет. Барон женился на художнице Китти Кассовиц, которая, должно быть, осталась бездетной.
После присоединения Австрии к Германской империи Барону пришлось эмигрировать в очень преклонном возрасте. Он покинул Вену в 1940 году, но неизвестно, куда он собирался. Поскольку его брат жил в Соединенных Штатах, возможно, он тоже переехал туда. Дата  и место его смерти известны.
С 1903 года Барон был членом Австрийской ассоциации инженеров и архитекторов.

## Значение
Артур Барон начинал как ученик Карла Кенига с построек в стиле историзма, затем переключился на Венский сецессион в соответствии с современными вкусами. Характерен интерес Барона к современным строительным технологиям и материалам того времени. Он также использовал бетонную конструкцию столбов, стекло и металл. Его функционалистские тенденции делали его важным представителем раннего венского модерна.